# Thiago Xavier
Thiago Xavier Rodrigues Corrêa – noto solo come Thiago Xavier – (Rio de Janeiro, 27 dicembre 1983) è un ex calciatore brasiliano, di ruolo centrocampista.

## Carriera
Ha giocato in massima serie con le maglie di Botafogo e Troyes.

## Palmarès

### Club

#### Competizioni nazionali
- Ligue 2: 1

Troyes: 2014-2015

#### Competizioni statali
- Campionato Carioca: 1

Botafogo: 2006
- Taça Guanabara: 1

Botafogo: 2006